# Chitose Hajime
Chitose Hajime (元ちとせ, Hajime Chitose), née le 5 janvier 1979, est une chanteuse japonaise. Originaire d'Amami-Ōshima, elle chante dans le style vocal traditionnel de cette région avec des effets falsetto.

## Discographie
- [10 juillet 2002] Hainumikaze (ハイヌミカゼ)

1. Sango Jugoya (サンゴ十五夜)
2. Wadatsumi no Ki (ワダツミの木)
3. Natsu no Utage (夏の宴)
4. Hikaru Kaigara (ひかる・かいがら)
5. Shinshin Raika (心神雷火)
6. 37.6
7. Hatsukoi (初恋)
8. Hainumikaze (ハイヌミカゼ)
9. Kimi wo Omou (君ヲ想フ)
10. Rinto Suru (凛とする)

- [3 septembre 2003] Nomad Soul (ノマド・ソウル)

1. Triangle (トライアングル)
2. Neiro Nanairo (音色七色)
3. Sen no Yoru to Sen no Hiru (千の夜と千の昼)
4. Itsuka Kaze ni Naru Hi (いつか風になる日)
5. Hisui (翡翠)
6. Aurora Sora Kara Mitsumete Iru (オーロラの空から見つめている)
7. Kono Machi (この街)
8. Getsurei 17.4 (月齢１７．４)
9. Yuri Collection (百合コレクション)
10. Uragano Oka (ウルガの丘)

- [4 août 2004] Fuyu no Hainumikaze (冬のハイヌミカゼ) - Double Disc Live Album

Disque 1
1. Kotonoha
2. Triangle
3. Byakuya
4. Aurora no Sora kara Mitsumete Iru
5. Getsurei 17.4
6. Hainumikaze
7. Kimi wo Omou
8. Yuri Collection
9. Yoru ni Yomeru Uta
10. Namae no Nai Tori
11. 37.6
12. Shooryoo
13. Kono Machi

Disque 2
1. Sango Jugoya
2. Shinshi Raika
3. Sanpono no Susume
4. Hummingbird
5. Neiro Nanairo
6. Wadatsumi no Ki
7. Sen no Yoru to Sen no Hiru
8. Itsuka Kaze ni Naru Hi
9. Mihachigatsu
10. Uruga no Oka
11. Hikaru Kaigara

- [10 mai 2006] Hanadairo (ハナダイロ)

1. Hitsuji no Dolly (羊のドリー)
2. Maebure (前兆)
3. Ao no Requiem (青のレクイエム) - Thème du film "Hatsukoi / (First Love)" de Aoi Miyazaki
- écrit et composé par Sadayoshi Okamoto, - Arrangé par COIL
4. Yomihitoshirazu (詠み人知らず)
5. Hanadairo (はなだいろ)
6. Haru no Katami (春のかたみ) - Thème principal de Ayakashi: Japanese Classic Horror
- écrit et composé par Yumi Matsutoya, - Arrangé par Masataka Matsutoya
7. Tsuyukusa no Yoru (蛍草の夜)
8. Kyouryuu no Egaki Gata (恐竜の描き方)
9. Reimei (黎明)
10. Amurita (甘露)
11. Kaze to Uta to Inori (風と歌と祈り)
12. Kataritsugu Koto (語り継ぐこと) - Thème de fin de Blood+
- écrit par HUSSY R, - Composé, Arrangé par Tashika Yuuichi, - Arrangé par Shintarō Tokita
13. Shinda Onna no Ko (死んだ女の子) / (The Dead Little Girl) 
- Écrit par le poète turc Nâzım Hikmet, - Traduit par Nobuyuki Nakamoto, - Composé par Yuzo Sotoyama, - Produit et joué au piano par Ryuichi Sakamoto

- [2008.07.16] CASSINI (カッシーニ)

1. Cassini (カッシーニ)
2. Megumi no Ame (恵みの雨)
3. Anata ga Koko ni Ite Hoshii (あなたがここにいてほしい)
4. Kasei Kuru Kuru (カセイクルクル)
5. Hotaru Boshi (蛍星) - Produit, écrit et composé par Shintarō Tokita de Sukima Switch
6. Akakokko (あかこっこ)
7. Miyori no Mori (ミヨリの森)
8. Niji ga Umareru Kuni (虹が生まれる国) - Produit par Paddy Moloney de the Chieftains
9. Rokko Ballad (六花譚)
10. Tama Yura (玉響) (たまゆら)
11. Seiya Kyoku (静夜曲)
12. Sora ni Saku (空に咲く花) / (Flower in the Sky) - Thème principal du drama "Boushi / (Caps/Hats)"
- Written by Yoko Maruyama, - Supported by HUSSY R, - Composé par Yuichi Tajika, Yoshinobu Morikawa, Arrangé par Takumi Mamiya

### Singles
- [6 février 2002] Wadatsumi no Ki (ワダツミの木)

1. Wadatsumi no Ki (ワダツミの木)
2. Maboroshi no Tsuki (幻の月)
3. Yoru ni Yomeru Uta (夜に詠める　うた)

- [22 mai 2002] Kimi wo Omou (君ヲ想フ)

1. Kimi o Omou ( 君ヲ想フ)
2. Oyasumi (おやすみ)
3. BLUE

- [7 novembre 2002] Kono Machi (この街)

1. Kono Machi (この街)
2. Hummingbird (ハミングバード)
3. Rinto Suru -strings version- (凛とする－strings version－)

- [11 juin 2003] Sen no Yoru to Sen no Hiru (千の夜と千の昼)

1. Sen no Yoru to Sen no Hiru (千の夜と千の昼)
2. Byakuya (白夜)
3. TRUE COLOURS

- [13 août 2003] Itsuka Kaze ni Naru Hi (いつか風になる日)

1. Itsuka Kaze ni Naru Hi (いつか風になる日)
2. Sanpono no Susume (散歩のススメ)

- [23 novembre 2005] Kataritsugu Koto (語り継ぐこと)

1. Kataritsugu Koto (語り継ぐこと)
2. Tsuki wo Nusumu (月を盗む)
3. Happiness is a Warm Gun

- [8 mars 2006] Haru no Katami (春のかたみ)

1. Haru no Katami (春のかたみ)
2. Ai to Iu Na no Okurimono (愛という名の贈りもの)
3. Perfect

- [3 mai 2006] Ao no Requiem (青のレクイエ)

1. Ao no Requiem (青のレクイエム)
2. Tooku e Ikitai (遠くへ行きたい)

- [22 août 2007] Anata ga Koko ni Ite Hoshii/Miyori no Mori (あなたがここにいてほしい/ミヨリの森)

1. Anata ga Koko ni Ite Hoshii (あなたがここにいてほしい)
2. Miyori no Mori (ミヨリの森)
3. Bojou Love is a Many Splendored Thing (慕情　Love is a many splendored thing)
4. Ushinawareta Mono-tachi e (失われたものたちへ)

- [2 juillet 2008/ Hotaru boshi (蛍星)

1. Hotaru boshi (蛍星)
2. Siuil A run
3. Yasashii uta (やさしいうた)